# Partito Unificazione Nazionale
Il Partido Unificación Nacional fu un partito politico nazionale della Costa Rica, costituito per le elezioni presidenziali del 1966. Il partito nacque dall'alleanza del Partido Republicano Nacional, diretto dall'ex Presidente Rafael Ángel Calderón Guardia; il Partido Unión Nacional, diretto dall'ex Presidente Otilio Ulate e da alcune altre forze minori. Scelse come candidato il professore universitario José Joaquín Trejos Fernández, persona senza precedenti politici, che vinse con un piccolo margine e fu eletto Presidente nel periodo 1966-1970, ma non ottenne la maggioranza nell'Assemblea legislativa.
Il Partido Unificación Nacional, che si caratterizzò per una politica contraria all'intervento dello Stato nell'economia, sostenne per le elezioni del 1970 l'ex Presidente Mario Echandi Jiménez, in quelle del 1974 con Fernando Trejos Escalante e nel 1978 con Guillermo Villalobos Arce, ma ne uscirono sconfitti. Successivamente la coalizione uscì dalla scena politica.